# Hawksworthia srisailamensis
Hawksworthia srisailamensis är en svampart som beskrevs av Manohar., N.K. Rao, D.K. Agarwal & Kunwar 2004. Hawksworthia srisailamensis ingår i släktet Hawksworthia, divisionen sporsäcksvampar och riket svampar.   Inga underarter finns listade i Catalogue of Life.